# Tyler Marghetis
Tyler Marghetis (ur. 24 listopada 1983) – kanadyjski zapaśnik walczący w stylu wolnym. Wicemistrz Wspólnoty Narodów w 2005 roku. Absolwent Indiana University w Bloomington i University of California w Oakland.